# Осіннє бездоріжжя
«Осіннє бездоріжжя» — картина українського художника Архипа Куїнджі, написана в 1870 році (за іншими даними, в 1872 році). Картина є частиною зібрання Державного Російського музею в Санкт-Петербурзі (інв. Ж-4192). Розмір картини — 71 × 110,5 см (за іншими даними, 70 × 110 см).

## Історія та опис
Картина, написана на початку 1870-х років, стала одним із творів митця, які відобразили основний художній принцип передвижників: без прикрас показували непривабливу дійсність.
Осінній пейзаж із відтінком жанровості, немов весь пронизаний сірої імлою, розповідає про бідних людей, в житті яких все також тьмяно й безрадісно. На картині зображений степовий простір, розкислий від осінньої негоди, сіре дощове небо, візок, який зав'яз у непролазному багні, ліворуч від візка бредуть жінка й дитина. Здається, що можна почути навіть плямкання бруду під ногами дитини й жінки. Мотив дороги, такої ж нескінченної, як і терпіння людей, був присутній у багатьох картинах того періоду.
Ця робота Куїнджі максимально реалістично й повно передає безпросвітність тогочасного російського життя. Кольорове рішення, нехарактерне для реалістичного пейзажу, передає вогкість вологого повітря. Митець використав у картині, на якій немає жодної яскравої плями, різні відтінки сірого й коричневого; все зливається в єдину сірість, яка створює у глядача безрадісний настрій. Існування бідних людей безпросвітно, й глядач відчуває це в повній мірі. Кожна деталь осінньої природи невипадкова й максимально значуща.
Невеликий просвіт, який ніби осяває картину зсередини, можна побачити лише на горизонті: це осіннє сонце майже безуспішно намагається пробитися крізь хмари. Але настрій від цього світла не поліпшується, пейзаж залишається таким же сумним.
Місце, де був написаний цей пейзаж, невідомо.
На виставках картина мала великий успіх, після «Осіннього бездоріжжя» Куїнджі отримав звання класного художника.
Мотив, розпочатий художником у картині «Осіннє бездоріжжя», був продовжений у його більш пізніх картинах «Забуте село» (1874) і «Чумацький тракт в Маріуполі» (1875), які були виставлені на 3-й і 4-й виставках Товариства пересувних художніх виставок («передвижників») відповідно.
У 1890-х роках Куїнджі почав роботу над картиною «Осінь. Туман», яка практично повторює «Осіннє бездоріжжя» в дзеркальному відображенні, але ця робота залишилася незавершеною.